# Kobukson
Le navi testuggine (Kobukson o geobukson, 거북선 in coreano) erano delle navi da guerra coreane ideate e costruite dall'ammiraglio Yi Sun Sin per fronteggiare la flotta giapponese durante la guerra tenutasi in due riprese fra il 1592 ed il 1598. Questa classe di navi venne utilizzata ad intermittenza dalla marina reale coreana durante la dinastia Joseon tra il XV ed il XIX secolo, ma il suo peso bellico decrebbe in proporzione con la riduzione dell'efficienza della marina reale.
L'effettiva presenza della corazzatura in ferro è fonte di dibattito.

## Storia

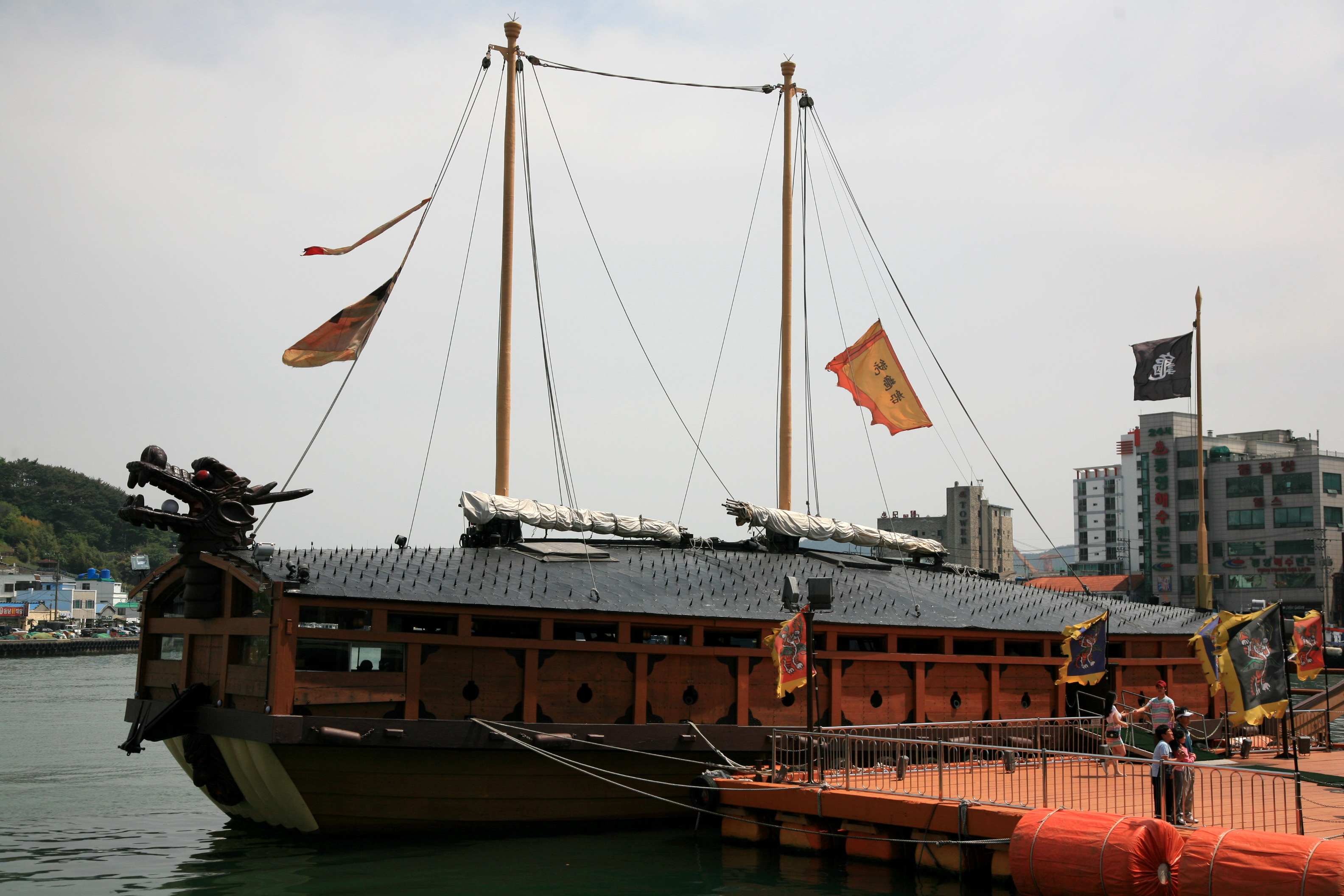
Altra replica galleggiante della Kobukson ospitata nel porto di Tongyeong

Sebbene la Corea sia una piccola nazione, ha anch'essa una storia navale, dovuta alla necessità di difendersi dalle invasioni giapponesi. La prima menzione di una Kobukson si trova negli annali coreani del 1413, dove si parla del combattimento tra una di esse ed una nave giapponese. Tuttavia, tale tipologia di nave sembra essere successivamente precipitata nel dimenticatoio, finché non fu riscoperta e affinata da Yi Soon Sin, celebre ammiraglio ed eroe nazionale coreano.
La kobukson di Yi Soon Sin era una grossa nave spinta da remi e da due alberi; aveva feritoie di tiro per archi, cannoni e mortai, poteva lanciare materiale infuocato ed era dotata di un ponte con punte acuminate, come misura anti abbordaggio, oltre a dimensioni considerevolmente superiori alle sue avversarie nipponiche, peraltro sempre superiori in numero. La kobukson derivava dalla precedente panokseon, lo standard coreano durante la guerra dei sette anni (1592-1598) col Giappone. Yi puntò sulla costruzione di potenti navi in grado di distruggere i fragili vascelli nipponici, in numero soverchiante (oltre 700 in alcune fasi contro, al più, un centinaio di navi coreane), e spesso riuscì ad ingaggiare battaglia ponendo il nemico in condizione di non poter sfruttare questa preponderanza numerica; ad esempio nella battaglia dell'isola di Hansan Yi pose le sue potenti ma poche navi in uno stretto schierandole "ad ala di gru", e costrinse le più numerose navi giapponesi ad affrontarle in numero limitato, quindi in momentanea parità numerica, distruggendole poche alla volta.
Yi Soon Sin era considerato un tattico brillante ed innovativo in mare; grazie alle sue doti, la numericamente piccola marina coreana prevalse più volte contro flotte nipponiche, più numerose ma di capacità belliche inferiori, dal punto di vista individuale. Yi morì nell'ultima battaglia che segnò la sconfitta definitiva del Giappone ed il suo ritiro dalla Corea.

## Caratteristiche

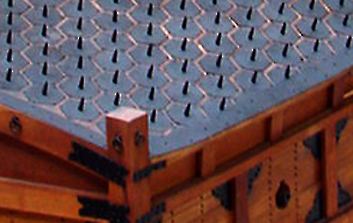
Particolare delle punte antiuomo sul ponte della replica conservata a Seoul

### Protezioni
La presenza o meno di una corazzatura sovrastante il ponte è dibattuta. Una fonte d'epoca degli invasori giapponesi descrive le kobukson come "ricoperte di ferro"..
Secondo lo storico Samuel Hawley, però, questo non voleva significare necessariamente che esse fossero effettivamente ricoperte da una corazzatura di ferro, ma più semplicemente che presentassero delle punte in ferro sul tetto per contrastare un eventuale abbordaggio nemico.
Effettivamente, le fonti coreane dell'epoca non supportano l'affermazione che le kobukson fossero corazzate.

Lo stesso Yi Sun Sin quando parla delle kobukson nelle sue memorie riporta solo la presenza di punte di ferro sul tetto, per ferire i nemici che tentino di salire a bordo, ma non menziona alcuna copertura in ferro. Allo stesso modo il nipote di Yi Sun Sin, Yi Pun, cronista durante la guerra contro i giapponesi, nelle sue memorie parla solo di "punte di ferro" posizionate sul ponte.
Gli annali del re Seonjo, una raccolta completa di documenti ufficiali del periodo, non fanno menzione alcuna di navi corazzate in ferro.
Infine, il primo ministro coreano Yu Seong-ryong descrisse esplicitamente le kobukson come ricoperte da tavole di legno.

### Armamento
La nave era dotata di cannoni, in media 11, la cui portata si aggirava sui 300-500 metri, oltre ad una testa di drago dotata di zolfo, ma le aperture erano ben più numerose, ed i cannoni venivano spostati alla bisogna. I tipi di cannoni erano:
- Chon (Paradiso) con gittata di oltre 500 metri
- Ji (Terra) con gittata di 350 metri
- Seung (Vittoria)
- Hyun (Nero)
- Hwang (Giallo).

Esistevano anche cannoni portatili con gittata di 200 metri, che potevano essere utilizzati dalle feritoie di tiro alla bisogna.
La testa di drago posta sulla prua serviva a lanciare zolfo infuocato, ma anche come feritoia di tiro per cannoni ed armi portatili; sotto di essa vi era uno sperone in grado di devastare la fiancata delle navi avversarie, e attraverso la testa di drago si poteva poi inondare di fuoco l'interno senza protezione.

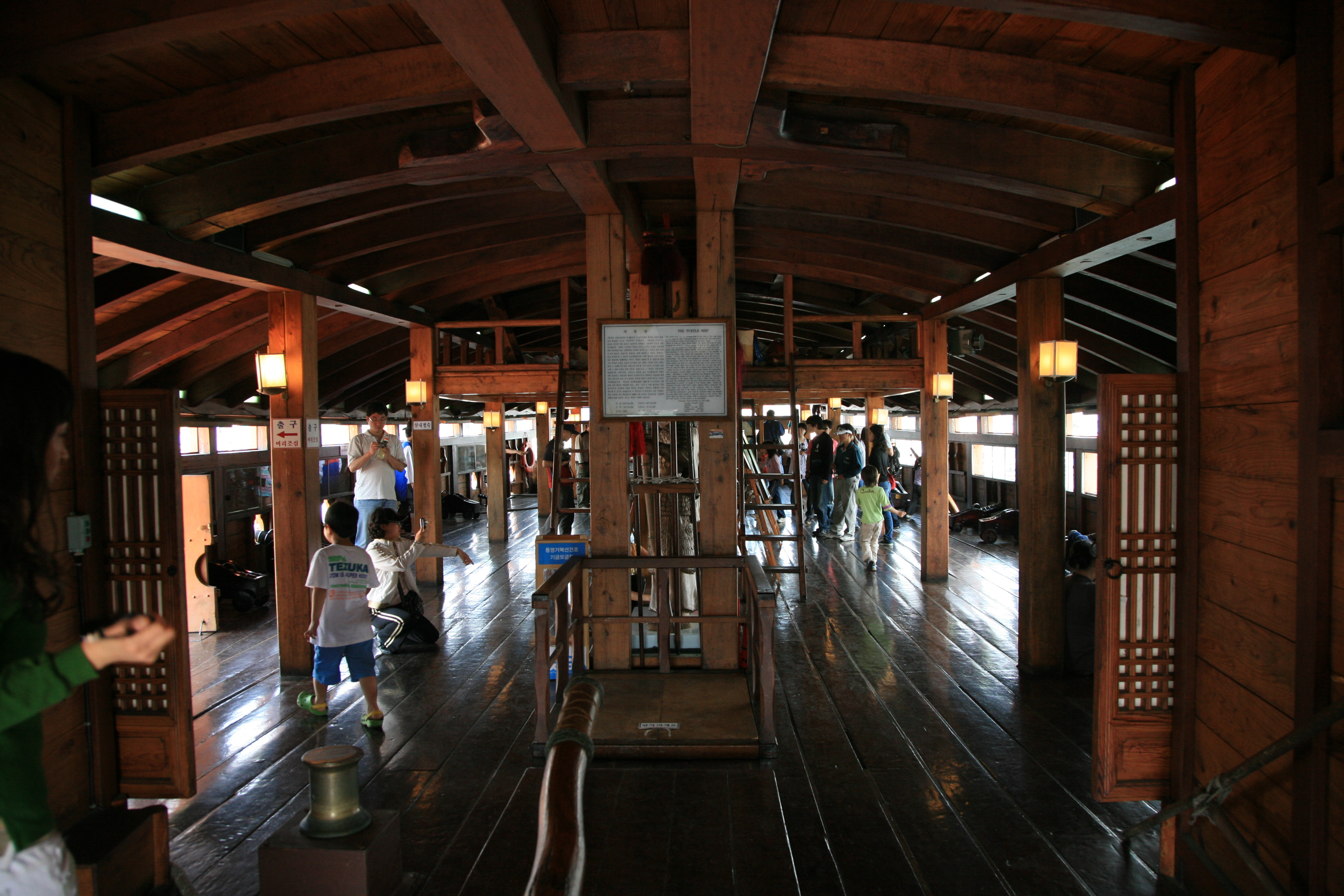
Interno della nave, con in evidenza le molteplici feritoie di tiro per le armi leggere e sul ponte i portelli dei cannoni

La nave era costruita in legno di pino, dotato di una densità di 0,73 ben superiore alla media degli 0,41 - 0,45 degli altri legni utilizzati nella zona, con spessori di almeno 12 cm, e questo la rendeva molto potente durante una collisione rispetto alle fragili anche se veloci navi giapponesi. Scarsamente manovrabile, poteva essere dotata di velatura, ma era sempre dotata di rematori, in quanto le vele non erano sufficienti a dotare all'imbarcazione sufficiente mobilità, a causa della sua grande massa. Ognuno degli 8 remi posti su ciascuna fiancata era manovrato da un caposquadra e 4 rematori, che in combattimento vogavano tutti insieme, ma potevano anche essere impiegati in 2 coppie che si alternavano. La vogata veniva disciplinata dal caporemo in modo da permettere anche la rotazione della nave, che probabilmente non era dotata di timone, come si vede dalle foto delle ricostruzioni e dai disegni dell'epoca.
L'equipaggio era costituito da 80 rematori e 50 soldati, mentre le dimensioni dell'imbarcazione oscillavano dai 30 ai 37 metri.

## Uso

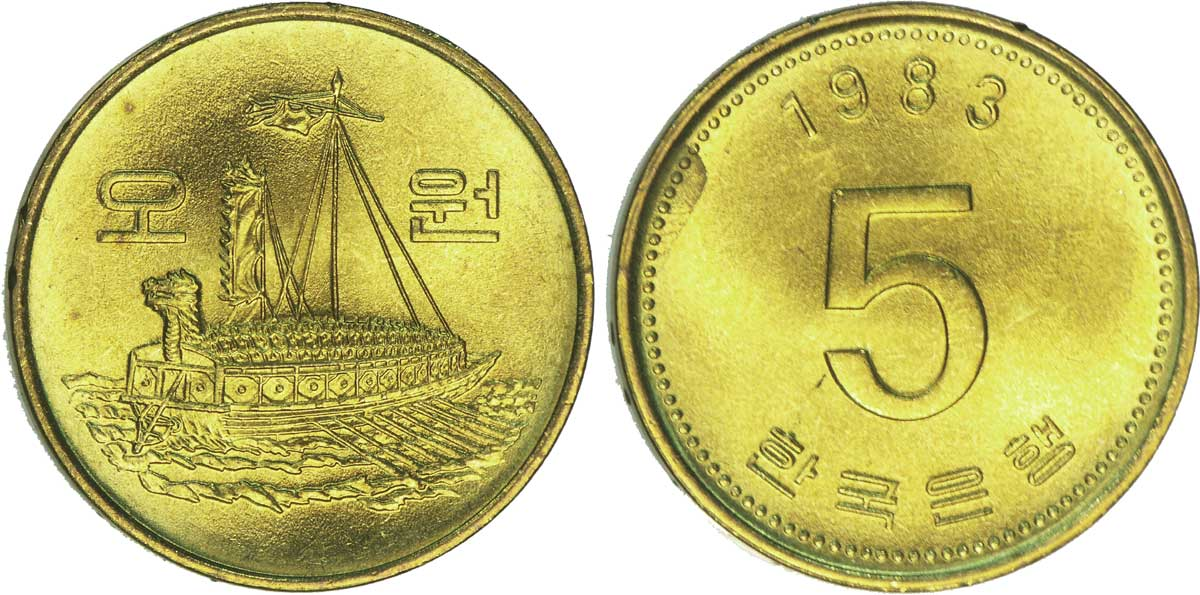
Una kobukson su una moneta

La sua struttura rendeva la nave inadatta al mare aperto, sia per mancanza di viveri, sia per la già citata scarsa mobilità.
Esse solitamente erano impiegate lungo le coste, mentre in battaglia s'introducevano nelle formazioni nemiche e le devastavano. Una delle tattiche utilizzate, a cominciare dalla battaglia di Hansan, prevedeva la cosiddetta formazione ad ala di Gru (coreano: Hagik-jin), nelle quali l'ammiraglia guidava le altre navi disposte a mezzaluna che finivano per circondare le navi avversarie, e secondo il giornale di storia Giapponese “History Study” (歷史硏究, maggio 2002) avrebbe ispirato l'ammiraglio Tōgō nella sua formazione a T utilizzata nella battaglia di Tsushima.
In questa battaglia avvenuta nel maggio del 1592, alcune navi di tipo inferiore, le Panakseon, vennero poste come esca davanti alla flotta giapponese che era stata inviata in una missione di ricerca e distruzione della flotta coreana che era stata individuata da Toyotomi Hideyoshi come il principale ostacolo alla conquista della Corea. Non appena la flotta nipponica si mise in caccia, le navi si ritirarono verso la costa inseguite dai giapponesi, e vennero affrontate dalla squadra coreana inferiore forte di 51 navi e numericamente inferiore alle 73 schierate dai giapponesi; la formazione coreana si dispose allora a semicerchio circondando gli avversari ed attaccandone dietro preciso ordine di Yi l'ammiraglia riuscendo nella successiva confusione ad affondare 35 navi e catturarne 14, con perdite giapponesi stimate in circa 9.000 uomini.
Un'altra battaglia che vide impiegata la Kobukson fu la battaglia di Won Kyun nel 1596, che a causa dell'incompetenza della guida della flotta, affidata ad un altro ammiraglio dopo che Yi era caduto in disgrazia ed esonerato dal comando, si concluse con la perdita di quasi tutte le navi; su 134 se ne salvarono solo 12. Dopo aver ripreso il comando, Yi guidò la ricostituita flotta coreana nella battaglia di Myeongnyang, terminata con una cocente sconfitta delle forze navali nipponiche che contro le 13 navi coreane persero 31 delle 130 navi che riuscirono ad impegnare la flotta coreana e ne ebbero altre 91 gravemente danneggiate; questo fu possibile grazie al fatto che Yi costrinse i giapponesi ad affrontare le sue navi in uno stretto canale costellato di scogli, non pericolosi per lo scarso pescaggio delle navi coreane con la loro carena conformata a U, ma micidiale per le profonde carene a V delle navi giapponesi, molte delle quali si incagliarono. Infine la battaglia di Noryang del 1597 vide la fine della minaccia giapponese, la cui flotta fu pesantemente sconfitta con la morte del suo comandante, il cui cadavere appeso all'albero maestro dell'ammiraglia coreana per rendere nota la sua morte. I coreani affondarono oltre 200 navi sulle 500 impegnate dai nipponici, ma Yi trovò la morte nelle fasi finali della battaglia.

## Periodo d'utilizzo
Esse furono usate durante la già citata guerra, in cui ne furono prodotte dai 20 ai 40 esemplari (il primo fu varato dallo stesso Yi il 27 marzo 1592) per poi cadere lentamente in disuso, surclassate da nuove tipologie di navi.